# Lophotriccus
Lophotriccus es un género de aves paseriformes perteneciente a la familia Tyrannidae que agrupa a especies originarias de la América tropical (Neotrópico) donde se distribuyen desde las tierras altas de Costa Rica, en América Central, y a través de América del Sur, hacia el este hasta las Guayanas y noreste de la Amazonia brasileña y hacia el sur hasta los Andes del sureste de Perú, noroeste de Bolivia y suroeste de la Amazonia en Brasil. A sus miembros se les conoce por el nombre popular de cimerillos y también mosqueritos, tiranuelos, pico chatos o  tiranos pigmeos.

## Etimología
El nombre genérico masculino «Lophotriccus» se compone de las palabras del griego «lophos»: cresta, y «trikkos»: pequeño pájaro no identificado; en ornitología, triccus significa «atrapamoscas tirano».

## Características
Las aves de este género son pequeños y oscuros tiránidos, midiendo alrededor de 10 cm de longitud, encontrados en el denso sotobosque de bosques de tierras bajas o montanos bajos, usualmente en sus bordes; dos especies prefieren los enmarañados de bambú. Recuerdan a las aves del género Hemitriccus, pero exhiben crestas con plumas alargadas, bordeadas de rufo, gris u oliva.

## Lista de especies
Según las clasificaciones del Congreso Ornitológico Internacional (IOC) y Clements Checklist/eBird agrupa a las siguientes especies, con el respectivo nombre popular de acuerdo con la Sociedad Española de Ornitología (SEO):
| Imagen | Nombre científico       | Autor                       | Nombre común          | EC (*) | Distribución |
| ------ | ----------------------- | --------------------------- | --------------------- | ------ | ------------ |
|        | Lophotriccus pileatus   | (Tschudi), 1844             | cimerillo andino      | LC     |              |
|        | Lophotriccus vitiosus   | (Bangs & T.E. Penard), 1921 | cimerillo bilistado   | LC     |              |
|        | Lophotriccus eulophotes | Todd, 1925                  | cimerillo crestilargo | LC     |              |
|        | Lophotriccus galeatus   | (Boddaert, 1783)            | cimerillo de casquete | LC     |              |

(*) Estado de conservación

## Taxonomía
Algunos autores, como Ridgely & Tudor (2009) colocan a la especie Atalotriccus pilaris en el presente género, a pesar de la falta del patrón de corona distintivo de las especies de este género.
Los amplios estudios genético-moleculares realizados por Tello et al. (2009) descubrieron una cantidad de relaciones novedosas dentro de la familia Tyrannidae que todavía no están reflejadas en la mayoría de las clasificaciones. Siguiendo estos estudios, Ohlson et al. (2013) propusieron dividir Tyrannidae en 5 familias. Según el ordenamiento propuesto, Lophotriccus pertenece a la familia Rhynchocyclidae Berlepsch, 1907, en una nueva subfamilia Todirostrinae Tello, Moyle, Marchese & Cracraft, 2009 junto a Taeniotriccus, Cnipodectes, Todirostrum, Poecilotriccus, Myiornis, Hemitriccus, Atalotriccus y Oncostoma. El Comité Brasileño de Registros Ornitológicos (CBRO) adopta dicha familia, mientras el Comité de Clasificación de Sudamérica (SACC) aguarda propuestas para analisar los cambios.